# Agua Marina Espínola
Agua Marina Espínola Salinas (* 31. März 1996 in Asunción) ist eine paraguayische Radsportlerin.
Espinonla wurde bereits 2011, fünfzehnjährig, südamerikanische Jugendmeisterin im Einzelzeitfahren. 2013 wurde sie schließlich paraguayische Meisterin sowohl in Einzelzeitfahren als auch im Straßenrennen. Diesen Erfolg konnte sie in den Jahren 2014, 2015, 2016, 2020 und 2021 wiederholen.
2020 vertrat sie ihr Heimatland bei den Olympischen Spielen im Straßenrennen, gab den Wettbewerb aber auf.

## Erfolge
- Paraguayische Meisterin im Straßenrennen (2014, 2015, 2016, 2020, 2021, 2023)
- Paraguayische Meisterin im Einzelzeitfahren (2014, 2015, 2016, 2020, 2021, 2023)
- Südamerikaspiele 2022 – Einzelzeitfahren
- Panamerikanische Spiele 2023 – Straßenrennen